# Tambaur-cum-Ahmadabad
Tambaur-cum-Ahmadabad là một thị xã và là một nagar panchayat của quận Sitapur thuộc bang Uttar Pradesh, Ấn Độ.

## Nhân khẩu
Theo điều tra dân số năm 2001 của Ấn Độ, Tambaur-cum-Ahmadabad có dân số 19.683 người. Phái nam chiếm 53% tổng số dân và phái nữ chiếm 47%. Tambaur-cum-Ahmadabad có tỷ lệ 32% biết đọc biết viết, thấp hơn tỷ lệ trung bình toàn quốc là 59,5%: tỷ lệ cho phái nam là 38%, và tỷ lệ cho phái nữ là 25%. Tại Tambaur-cum-Ahmadabad, 22% dân số nhỏ hơn 6 tuổi.